# 张绍刚
张绍刚（1972年10月4日—），内蒙古包头人，中国节目主持人，中国传媒大学教授、博士生导师。1990年进入北京广播学院摄影系，1994年成为北广研究生，1996年起在中国传媒大学任教。曾任《今日说法》、《非你莫属》、《猜的就是你》等电视节目主持人。因在其主持的《非你莫属》节目中带有强烈个人偏见攻击选手，引发了广泛争议，2013年6月7日宣布即将退出电视主持界。2016年12月复出加入湖南卫视担任《为你而来》节目主持人，之后相继主持《吐槽大会》等多档网络综艺节目。

## 相关争议

### 刘俐俐事件
2012年3月6日播出的《非你莫属》节目中，80后女海归刘俐俐被张绍刚问及喜欢莎士比亚什么作品回答“英雄双行体”，张绍刚显得不太清楚并质疑其真实性。当刘俐俐说“中国变化大”时，张绍刚正色严厉地批评刘俐俐不应该使用“中国”一词，而他会说“我们这儿”。场上气氛就此变得严肃起来。当他询问刘俐俐为什么英语不错还要报考英语专业时，刘俐俐反问：“那为什么我们一定要学语文呢？”张绍刚无言以对，紧接着问到：“我不知道是我的问题你听不太懂呢？还是我哪个问题伤害到了你，使得你开始具有了攻击性。”刘俐俐回答：“老师，我觉得是您具有攻击性，不是我具有攻击性。”当张绍刚问她怎么证明她脑子快，刘俐俐犀利地答道：“刚才脑子就很快啊。”此刻张绍刚对她“彻底失去了兴趣”。接着在场的BOSS们也纷纷跟进进行质疑。当其中一位BOSS建议刘俐俐要保持微笑时，她则以大笑强压她的委屈和尴尬。张绍刚示意大家安静，问刘俐俐：“什么特别好笑啊？”刘俐俐答：“我没有啊，他说让我笑，我就笑喽。”张绍刚再次无言以对并直接要求BOSS投票选择。最后灭灯刘俐俐在走下舞台的时候眼含泪光。事件在网上引起大量反响，包括李开复、姚晨等名人在内的广大网友力挺刘俐俐，发动抵制《非你莫属》。

### 郭杰事件
2012年5月20日播出的《非你莫属》节目中，来自山西的郭杰来应聘，结果被张绍刚和嘉宾文颐等现场追问学历后当场晕倒。事件最后通过法国相关学历认证机构证实，郭杰的学历属实，而嘉宾文颐却被发现学历、经历造假（没有在相关大学拿到学位，并且履历中的法国奢侈品店相关职位系造假），文颐当时询问所用的法语语法错误严重（所述十六个单词的法语句子里有十五处文法错误），文颐的尊酷网在之后也因为该事件被广受抨击。

## 电视节目
- 《今日说法》主持人
- 《大家看法》主持人
- 《非你莫属》主持人
- 《挑战主持人》嘉宾主持
- 《猜的就是你》主持人
- 湖南卫视《为你而来》主持人
- 《无限歌谣季》歌谣研修生、主持人

## 电影演出
- 《爱拼北京》（2013）
- 《启功》（2015）
- 《西虹市首富》（2018）

## 电视剧演出
- 《北辙南辕》饰 柴勇（2021年）
- 《浮图缘》饰 闫荪琅（2022年）
- 《今日宜加油》 饰 鱼其缈（2023年）
- 《長風渡》 饰 王善泉（2023年）

## 著作
- 《无聊斋》
- 《电视节目策划笔记》
- 《全球金牌电视节目解析》
- 《电视策划新论》（与程鹤麟、任金州合著）